# 查侃
查侃（？—？），浙江海宁人，清朝政治人物。捐职出身。
同治元年八月，擔任清朝廣東省潮州府豐順縣知縣。后由錢誦清接任。